# 蘇塞克斯岸 (特拉華州)
蘇塞克斯岸（英語：Sussex Shores）是位於美國特拉華州蘇塞克斯縣的一個非建制地區。

## 地理
蘇塞克斯岸的座標為38°33′00″N 75°03′26″W / 38.55000°N 75.05722°W，而該地的平均海拔高度為3米（即10英尺）。